# 五里源乡
五里源乡，是中华人民共和国河南省焦作市修武县下辖的一个乡镇级行政单位。

## 行政区划
五里源乡下辖以下地区：
五里源村、南庄村、马坊村、李固村、北焦庄村、东水寨村、西水寨村、东板桥村、西板桥村、朱营村、大堤屯村、葛寺村、碑桥村、烈杠营村、北辛庄村、钓台营村、小泊村、河湾村、磨台营村、张庄村、卧龙岗村和马道河村。